# دنیچه
دنیچه (به ایتالیایی: Denice) یک کومونه در ایتالیا است که در استان آلساندریا واقع شده‌است.

## خصوصیات
دنیچه ۷٫۴ کیلومترمربع مساحت و ۲۰۶ نفر جمعیت دارد.